# Pargo-de-Hokkaido
O pargo-de-hokkaido (Evynnis tumifrons), é uma espécie de peixe subtropical nativo do Pacífico Norte, tendo sua localidade tipo Hokkaido, Japão. É uma espécie comercial, sendo muito procurado por pescadores artesanais, geralmente é servido fresco como sashimi. É um peixe rosado arredondado, vive próximo de costões e estuários, geralmente é observado mordiscando fendas de rochas e corais em busca de moluscos.
É nativo do Pacífico Norte, de Hokkaido para Ryukyu, sul do Japão para a Coréia do Sul e China, incluindo Taiwan para o Mar Amarelo. Um único exemplar vagante foi capturado em Bali, Indonésia.